# Julio Berdegué Sacristán
Julio Antonio Berdegué  (Escuinapa de Hidalgo, Sinaloa; 17 de julio de 1957) es un ingeniero agrónomo e investigador mexicano. Es el secretario de Agricultura y Desarrollo Rural desde el 1 de octubre de 2024 durante el gobierno de la presidenta Claudia Sheinbaum.
Berdegué está especializado en políticas agrícolas, desigualdad territorial, economía rural y pequeños productores;  que ha ejercido como Representante Regional para América Latina y el Caribe de la Organización de las Naciones Unidas para la Alimentación y la Agricultura.

## Biografía

### Vida personal y familiar
Su padre fue Julio Berdegué Aznar, biólogo que ejerció como investigador del Instituto Nacional de Pesca en la región del Pacífico y dedicó su trabajo al estudio de la distribución de los peces comerciales del Golfo de California, así como de las focas en la isla Guadalupe de Baja California.Posteriormente, tras haber sido nombrado presidente de la Cámara Nacional de la Industria Pesquera en 1981 incursionó al ámbito comercial y actividad hotelera, siendo  fundador del complejo turístico “El Cid” en Mazatlán, Sinaloa y Presidente de la Asociación Mexicana de Hoteles en 1988. Julio Berdegué Aznar, llegó a México en 1939 junto con su familia a la edad de 8 años, como parte de los refugiados españoles recibidos en México por el presidente Lázaro Cárdenas tras la victoria del franquismo en la guerra civil española. 
Su madre, Dolores Sacristán Roy también es exiliada española y llegó a México también en 1939, a la edad de 4 años. Su abuelo materno fue el destacado republicano, abogado, economista y académico español nacionalizado mexicano, Antonio Sacristán Colás.
Berdegué Sacristán  tiene 3 hermanos; Carlos, Fernando y Mariano con los que administra la empresa; siendo el primero el director general de "El Cid" desde 1987.

## Trayectoria
Obtuvo el Bachelor of Sciences (B.S.) en Ciencias Agrícolas en la Facultad de Agricultura de la Universidad de Arizona de 1977 a 1980. De 1981 a 1982 cursó en el Departamento de Agronomía de la Universidad de California donde obtuvo el Master of Sciences (M.S.) en Agronomía. 

### Educación
Berdegué Sacristán siempre tuvo claro que quería ser ingeniero agrónomo, por lo que en 1974 ingresa a la Escuela Nacional de Agricultura (hoy Universidad Autónoma Chapingo) a la preparatoria agrícola, en medio de las protestas estudiantiles que venían sucediendo desde el movimiento estudiantil de 1968, movimiento que luchaba por la autonomía de la universidad y por la eliminación del régimen de la autodisciplina. Por su participación en el movimiento, es expulsado de la preparatoria en 1976 después del cerco del ejército a la universidad el 12 de julio de 1976. 
Debido a la expulsión decide estudiar en la Universidad de Arizona, donde obtuvo el Bachelor of Sciences (B.S.) en Ciencias Agrícolas en la Facultad de Agricultura de la Universidad de Arizona de 1977 a 1980. De 1981 a 1982 cursó en el Departamento de Agronomía de la Universidad de California donde obtuvo el Master of Sciences (M.S.) en Agronomía.
Tiene estudios de doctorado en Genética por el Departamento de Agronomía y el Grupo de Genética en la Universidad de California; y es doctor en Ciencias Sociales por la Universidad de Wageningen, dentro del Grupo de Estudios de la Innovación.
De 2006 a 2014 fue editor asociado de Agricultural Economics, el journal de la Asociación Internacional de Economistas Agrícolas. 
De 1988 a 2016 ocupó diversos puestos en el Centro Latinoamericano para el Desarrollo Rural, como investigador principal director ejecutivo interino y presidente. 
Fue director de desarrollo agrícola en el Instituto de Desarrollo Agropecuario en el Ministerio de Agricultura del gobierno de Chile. 
Además, ha sido miembro de  organizaciones internacionales como el Centro Internacional de Mejoramiento de Maíz y Trigo del cual fue presidente entre 2008 y el 2011, y el Instituto Internacional de Medio Ambiente y Desarrollo.
En 2014, por invitación del presidente colombiano Juan Manuel Santos, fue nombrado miembro del Consejo Directivo de la Misión para la Transformación del Campo (Misión Rural), una iniciativa para preparar las políticas públicas que se debían implementar en el campo como resultado del Acuerdo de Paz con las FARC.
A partir de 2015 se convierte en miembro del comité asesor del proyecto Inclusión en la agricultura y en los territorios rurales del Instituto Interamericano de Cooperación para la Agricultura.
De 2017 a 2022 fue Representante Regional para América Latina y el Caribe de la Organización de las Naciones Unidas para la Alimentación y la Agricultura.Participó en los llamados Diálogos para la Transformación en el área de Desarrollo rural y soberanía alimentaria, serie de conversaciones organizadas por Claudia Sheinbaum como parte de su campaña presidencial.
En 2023 trabajó como profesor investigador en la Pontificia Universidad Católica de Chile. 
Coordinó el área de desarrollo rural y soberanía alimentaria en los llamados Diálogos por la Transformación, serie de conversaciones organizadas por Claudia Sheinbaum como parte de su campaña presidencial. En junio de 2024, Sheinbaum lo nombró como el próximo titular de la Secretaría de Agricultura y Desarrollo Rural.